# Eupithecia hospitata
Eupithecia hospitata är en fjärilsart som beskrevs av Treitschke 1828. Eupithecia hospitata ingår i släktet Eupithecia och familjen mätare. Inga underarter finns listade i Catalogue of Life.